# Hironari Iwamoto
Hironari Iwamoto (岩元 洋成?, Iwamoto Hironari; Prefettura di Kagoshima, 27 giugno 1970) è un ex calciatore giapponese, di ruolo difensore.